# Аркадія (Одеса)
Арка́дія — курортний район міста Одеса. Розташований у приморській частині міста неподалік від 5-ї — 7-ї станцій Фонтанської дороги. Відомий однойменним парком і пляжем. Свою назву район дістав від гірського регіону Греції — Аркадії, який, за легендою, є місцем суцільного щастя, спокою, миру — ідилічне місце на землі.

## Історія
До виникнення сучасної Аркадії на цьому місці протікала мала річка. Русло річки пролягало Аркадійською балкою, де вона і впадала в море. Наприкінці XVIII століття тут існував хутір Витгенштейна. У 1818 році цей хутір викупив майбутній декабрист, приятель Пушкіна, Сергій Волконський. Так був започаткований розвиток майбутнього поселення, згодом курорту. На прилеглих до балки плато і схилах почали облаштовувати свої маєтки відомі в тодішній Росії роди: Стурдза-Едлінг, Дуніна, Маразлі, Родоконакі, Маврокордато, Папудова. Наприкінці XIX століття велика ділянка землі між Малим Фонтаном і Аркадійською балкою (територія сучасної Аркадії) належала княгині Гагаріній, а також її трьом синам. Прізвище Гагаріних довгий час існувало в одеській топономії — Аркадійське плато, що знаходиться над Аркадійською балкою, носило назву Гагарінське плато.
Саме завдяки заселенню місцевості тодішньою елітою нове поселення дістало «ідилічну» назву — Аркадія, на честь грецької історичної області Аркадії, яка вважалася місцем суцільного щастя, спокою, миру.

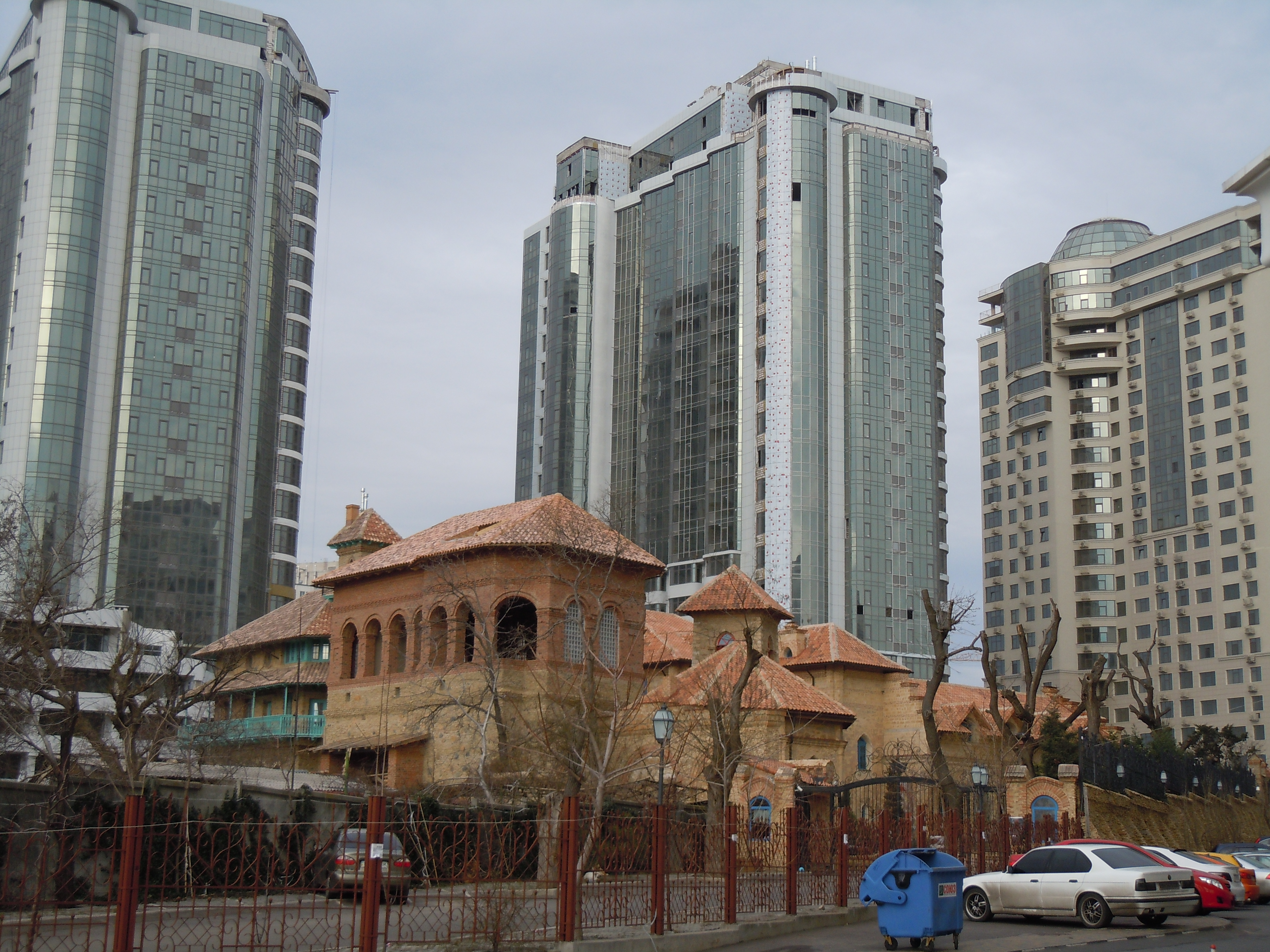
Консульство Кіпру, яке влаштовано із залишків дачі Гагаріна і ЖК «Гагарін-плаза 1» Аркадійського плато

Розвиток Аркадії як курорту розпочався з влаштування весною 1894 року лінії кінного трамваю від дачі Маразлі на Малому Фонтані до узбережжя «Аркадії», лінію було відкрито 14 (26) липня 1894 року. Власниця прибережної ділянки Є. Рінк-Вагнер почала створення курорту і влаштувала жіночі і чоловічі купальні. Також одну з ділянок Рінк-Вагнер, яка мала трапецоїдну форму, придбав директор кінного трамваю Еміль Йосипович Камб'є. Камб'є був бельгійським підприємцем, засновником акціонерного трамвайного товариства в Одесі. Саме він примітив вигідне розташування Аркадії. На відміну від інших місцевостей в Одесі, Аркадія розташована в балці, завдяки чому на пляж можна потрапити минаючи приморські схили. У той же час проводилися роботи по зміненню рельєфу — камінь на схилах випилювався для знищення скель влаштування терас і йшов на продаж для будівельних робіт. Після відкриття лінії кінного трамваю Камб'є почав влаштовувати в Аркадії переносні дачі.
Курорт був урочисто відкритий 1 (13) липня 1895, при ньому був влаштований дерев'яний літній ресторан.
Згодом цим маршрутом було запущено перший в місті електричний трамвай. На узбережжі Аркадії Камб'є облаштував станцію електричного трамваю і ресторацію. У 1930 році ділянка балки, прилегла до пляжу, була облаштована під парк, а лінію трамвая прибрано. Таким чином трамвай робив кільце при вході до парку.
У той час в Аркадію була облаштована нова дорога. В додаток до Староаркадієвської дороги, яка вела від Ланжерону до Аркадії вздовж моря, була облаштована Новоаркадієвська. У 1985 році посеред останньої (на той час уже носила назву просп. Шевченка) було засновано площу з монументом «Крила Перемоги». Ділянку між площею і пляжем було перейменовано на вулицю Генуезьку — від площі до центрального входу до парку.

## Сучасний стан

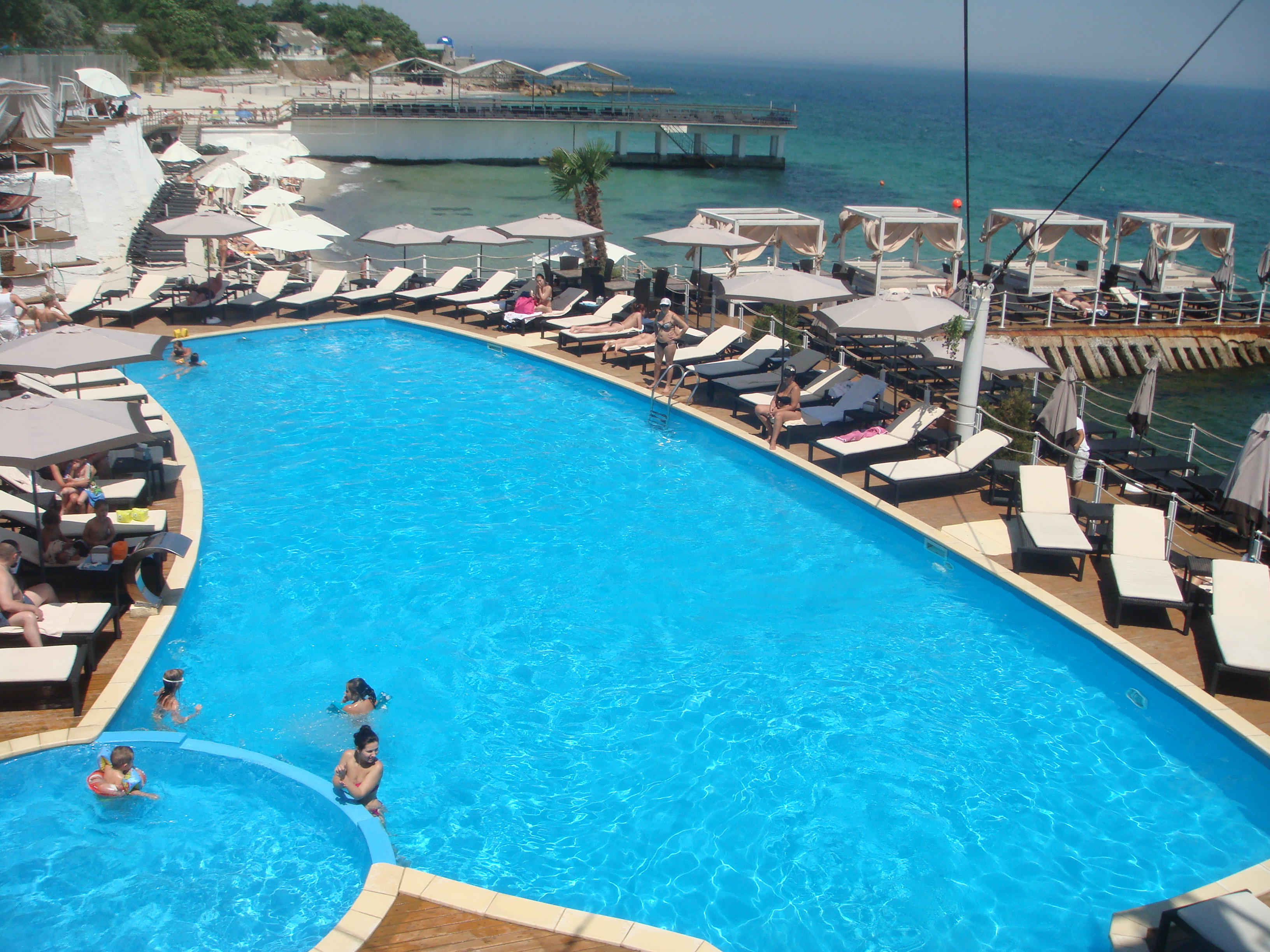
Пляжі Аркадії

Сучасна концепція Аркадії — ресторанно-розважальний комплекс з елементами торговельного центру.
«Аркадія відома, насамперед, не морем та пляжами, а нічними клубами і широким вибором розваг, тому не шукайте тут тиші і самоти», попереджає портал «Відпочинок на Чорному морі».
Під час перебудови «Аркадії» 2014 року паркова зона повністю втратила зелені насадження (дерева, кущі та траву), які давали відпочиваючим тінь та прохолоду. Зелені насадження були замінені на каміння, скло та бетон.
Тому сучасна Аркадія — ресторани, дискотеки, кафе, бари, нічні клуби, аква- та лунапарки, магазинчики, що розташувались замість парку Аркадія, вздовж морського узбережжя та на пляжі «Аркадія».
З 1 червня 2018 року на території курортного комплексу «Аркадія» відкрито першу станцію туристичної поліції для охорони публічного порядку в курортних зонах Одеси та Одеської області.

## Аркадійське плато
Ще в XIX ст. Гагарінське плато, яке розташовано на північ від Аркадійської балки, поступово забудовувалось дачними будинками. Плато було названо по володінню князя Гагаріна, в якому розміщувалась його дача. Головним проїздом між дачами був провулок, який нині носить назву Курортного провулку. Також наприкінці ХІХ ст. все більше значення отримував інший проїзд, який нині носить назву Генуезька вулиця, по ньому наприкінці ХІХ ст. було проведено лінію кінного трамваю з Малого фонтану. Із встановленням Радянської влади деякі дачні ділянки були використані для влаштування санаторіїв і будинків відпочинку. У ІІ-й половині ХХ ст. Гагаринське плато остаточно втратило житлове призначення, практично всі будівлі використовувались для курортних потреб, окрім двох житлових будівель, призначених для санаторних працівників (зберігся п'ятиповерховий панельний будинок за адресою Французький бул., 60). Було втрачено більшість історичних будівель дач на плато, залишилася лише дача на колишній ділянці Докса і ще дві дачі, а також руїни дачі Гагаріна. Тим не менше територія Гагарінського плато у той час не була щільно забудована, більшість території уявляла собою великий масив дерев.
З 1990-х років територія Гагарінського плато поступово і стихійно забудовувалась житловими і громадськими будинками. На самому початку 1990-х було споруджено єдину у місті Вірменську церкву, зведено будівлю Російського консульства. Руїни дачі Гагаріна були використані для будівництва консульства Кіпру, і незважаючи на збереження старих стін загалом будівля отримала вигляд далекій від первісного. Виникло кілька нових дач.
Заклади радянських часів закривались один за одним, їх ділянки опинялись у приватній власності. Уздовж Генуезької вулиці почалося спорудження житлових будинків. Але до 2010-х років центр плато все ще уявляв напівзакинуту територію з великим масивом дерев. Економічна криза 2008 року привела до припинення будівництва, а комплекси Гагарін Плаза-1 і Гагарін Плаза-2 тривалі роки залишались недобудованими.
Із середини 2010-х років почалося збільшення темпів будівництва. Дійшло й до руйнації для нового будівництва старих дач — так, у 2016 році для будівництва житлового комплексу «Родос» була знесена дача на колишній ділянці Докса, а 2018 року для будівництва житлового комплексу «51-ша Перлина» була знесена інша дача дореволюційного походження. Станом на 2021 рік на плато практично не залишилося вільних ділянок для будівництва, а зелені насадження залишилися у останньому санаторію на плато — «Аркадія», який належить Прикордонній службі. На території даного санаторію залишилася остання стара дача на плато, але, на жаль, вона перебуває в дуже перебудованому стані.
Сучасна забудова Гагарінського плато дуже часто піддається критиці в пресі, адже вона виникла стихійно, на ділянках, розташованих випадково, з використанням існуючої транспортної інфраструктури — через все плато по примхливій траєкторії проходить Курортний провулок, ширини і шляху якого було достатньо для обслуговування дач, а пізніше і кількох санаторіїв, але недостатньо для багатоповерхової забудови — висота деяких будинків сягає 25 поверхів, є й 26 поверховий будинок. Масив забудови має дуже велику щільність. На території плато немає міських школи і дитячих садків.
З кінця 2018 року жителі більш ранніх житлових комплексів влаштовують мітінги проти подальшої забудови плато, їх зусилля були направлені проти будівництва житлового комплексу «Sea View», а згодом і житлового комплексу «Unity Towers».

### Фото та поштові листівки початку ХХ сторіччя

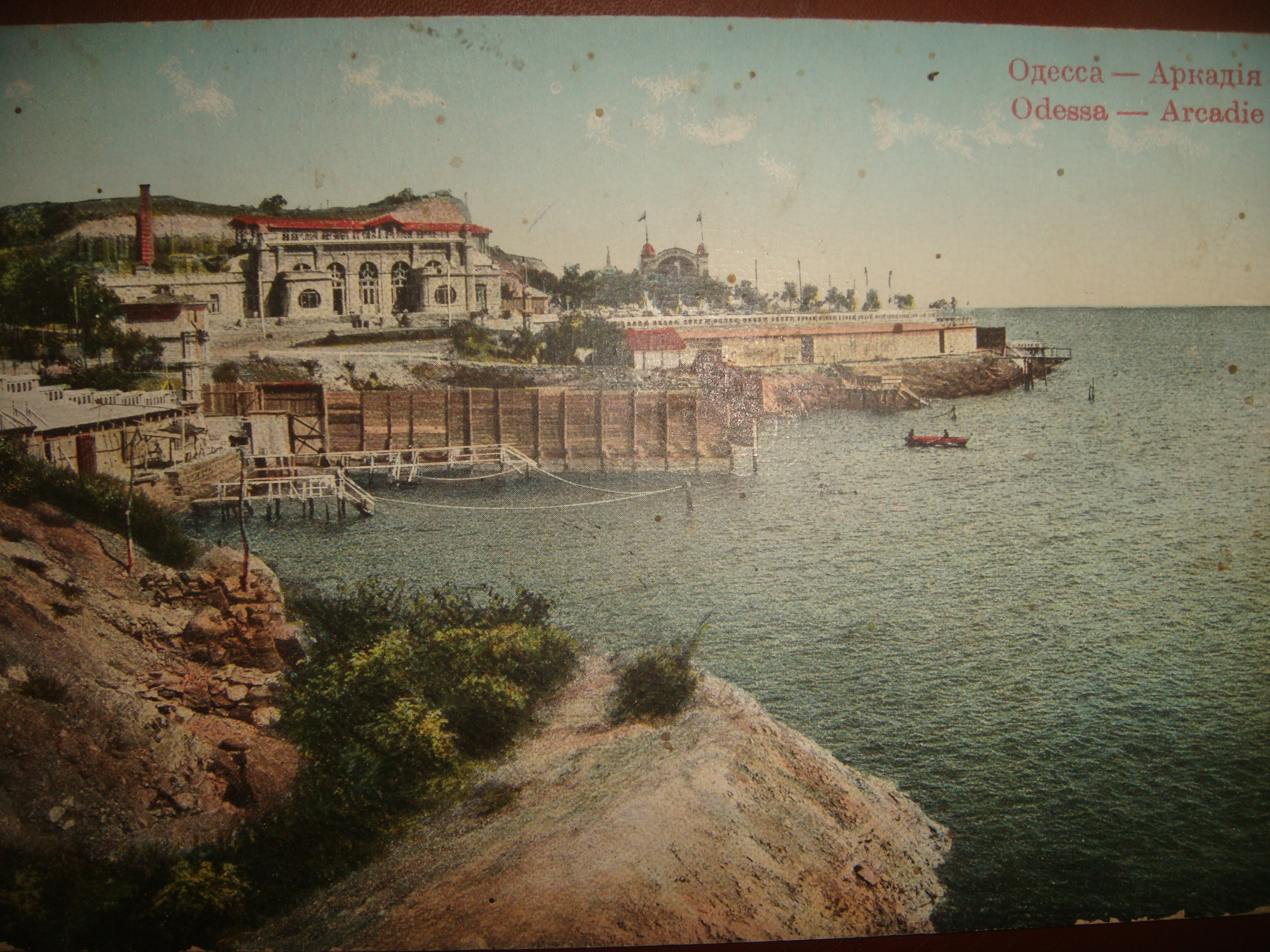
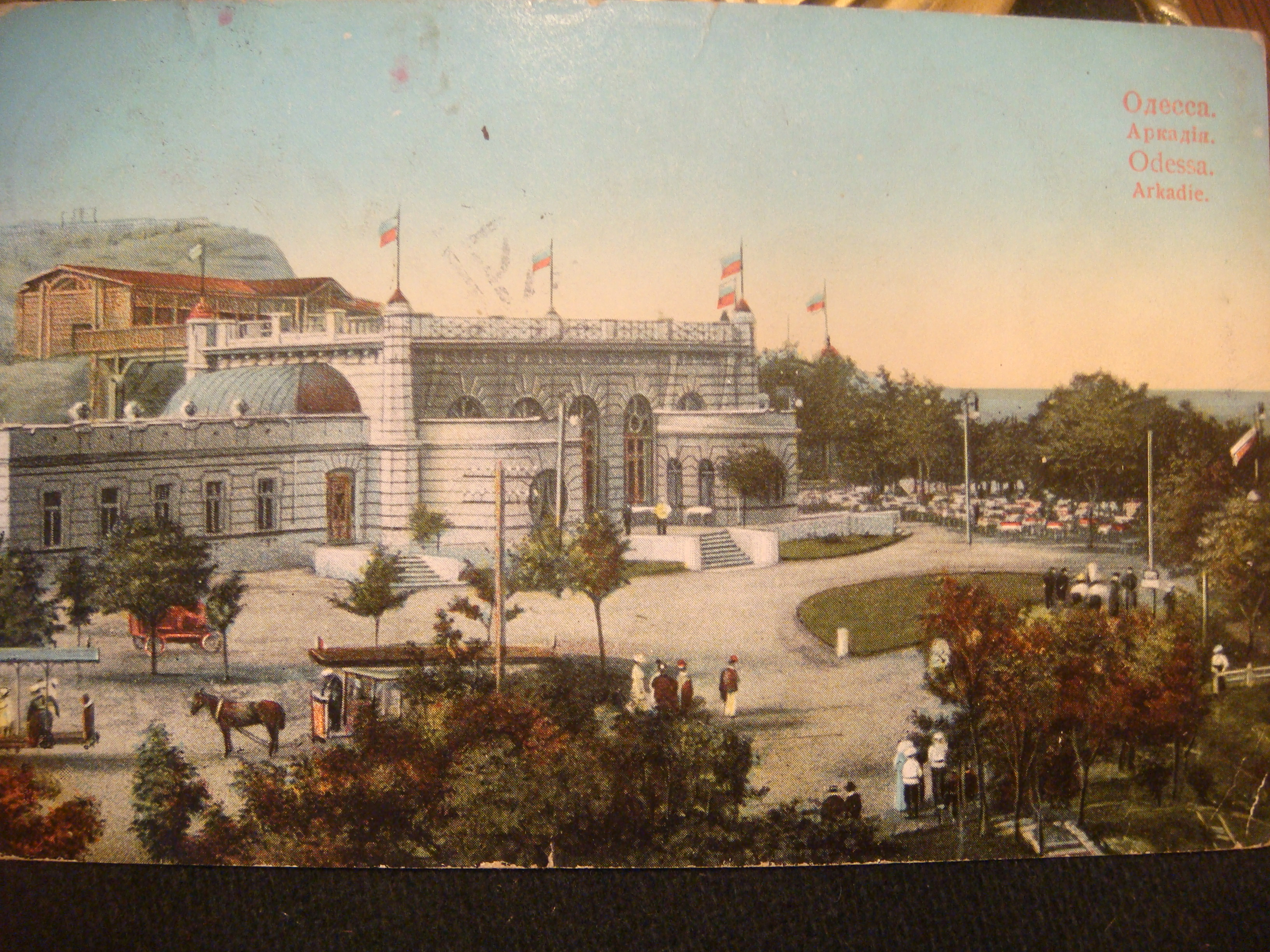
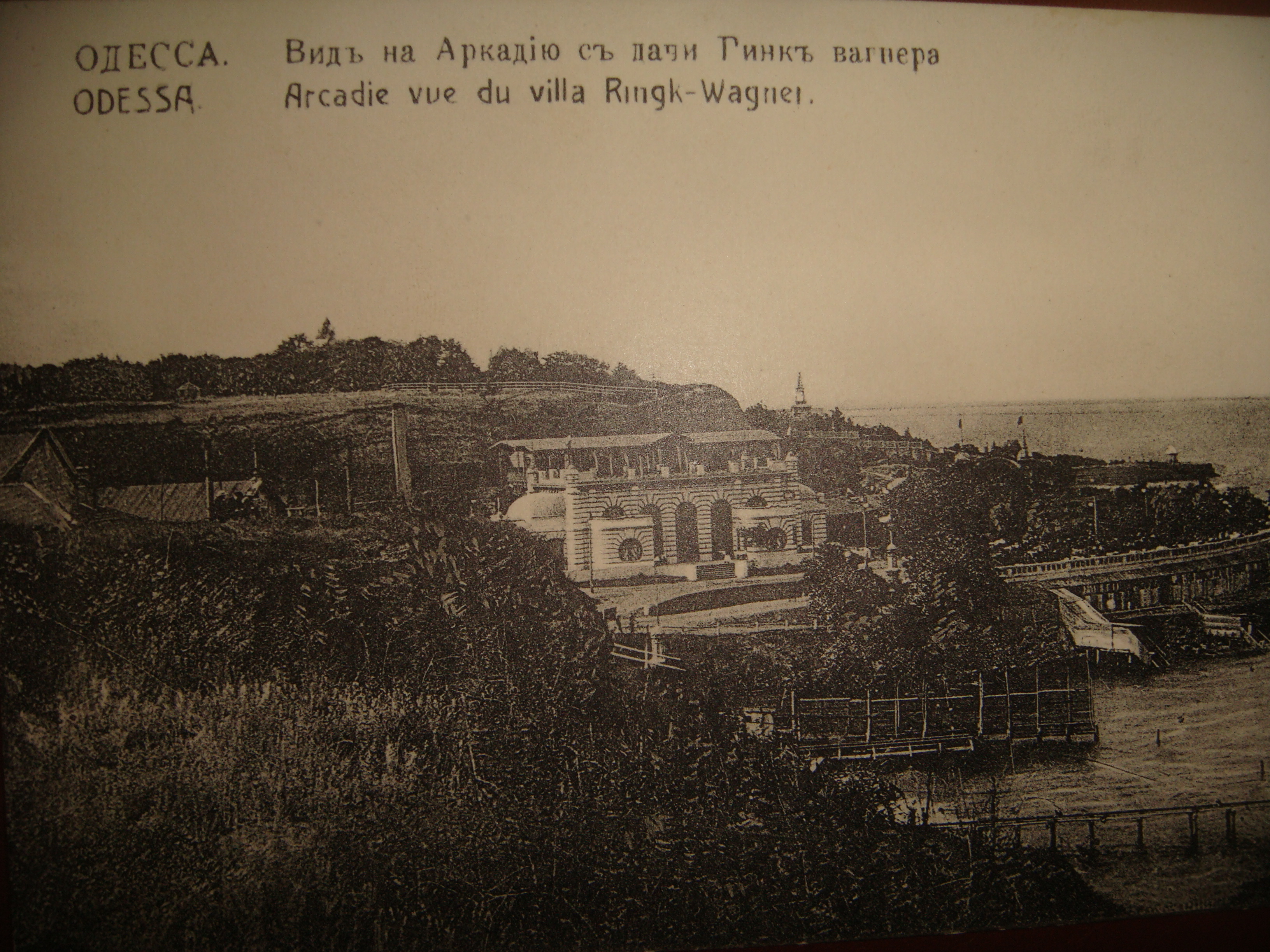
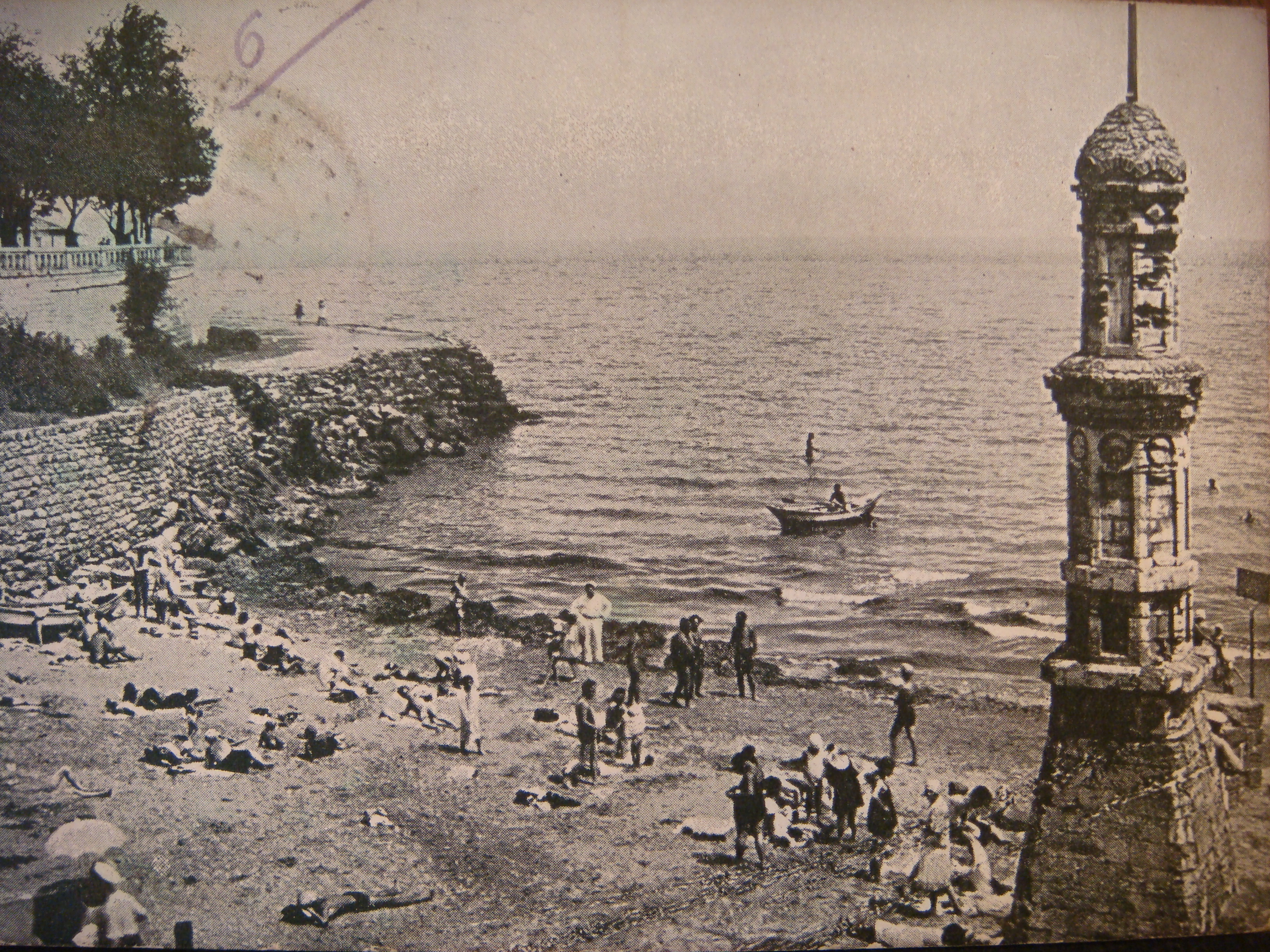
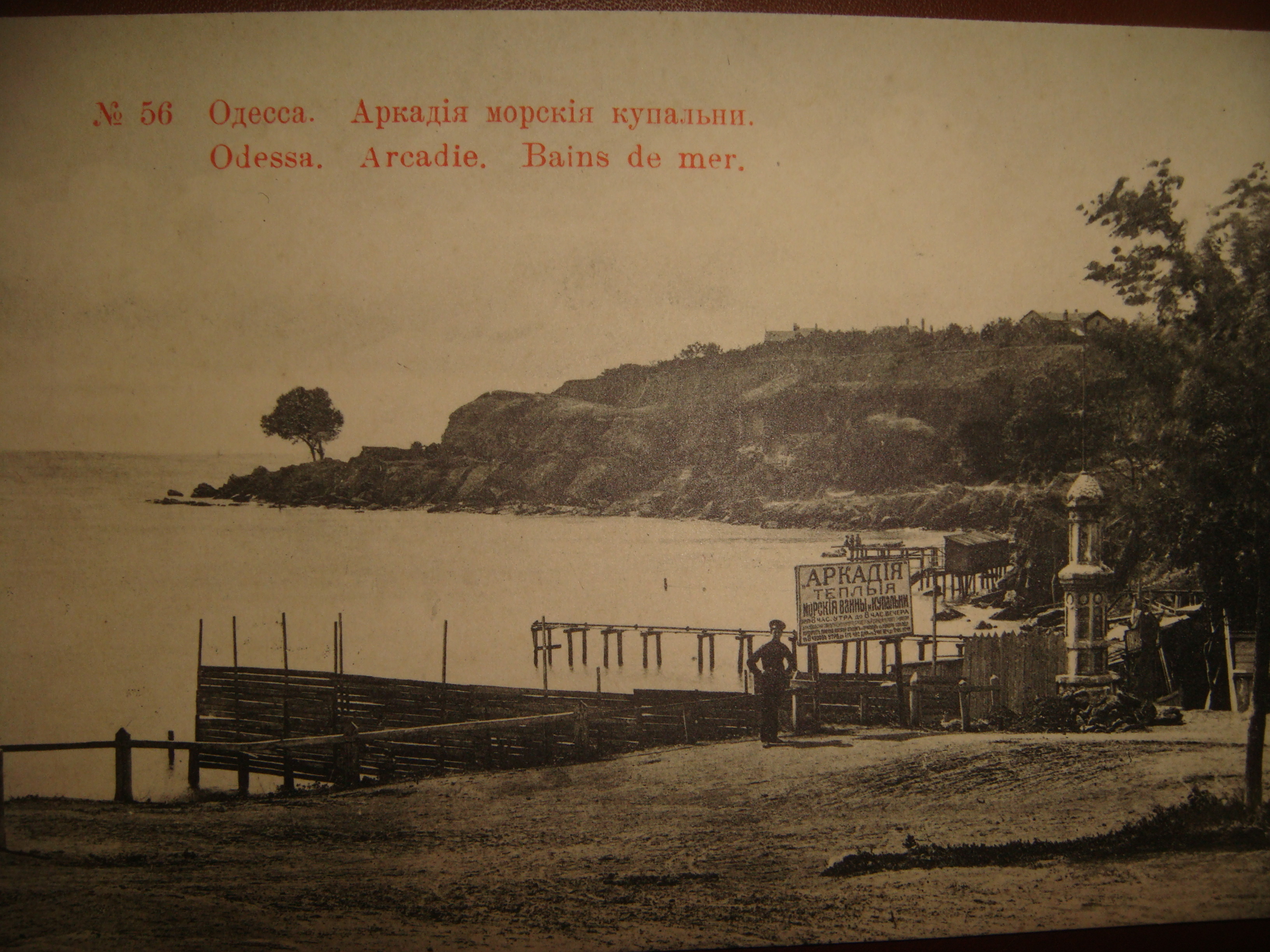
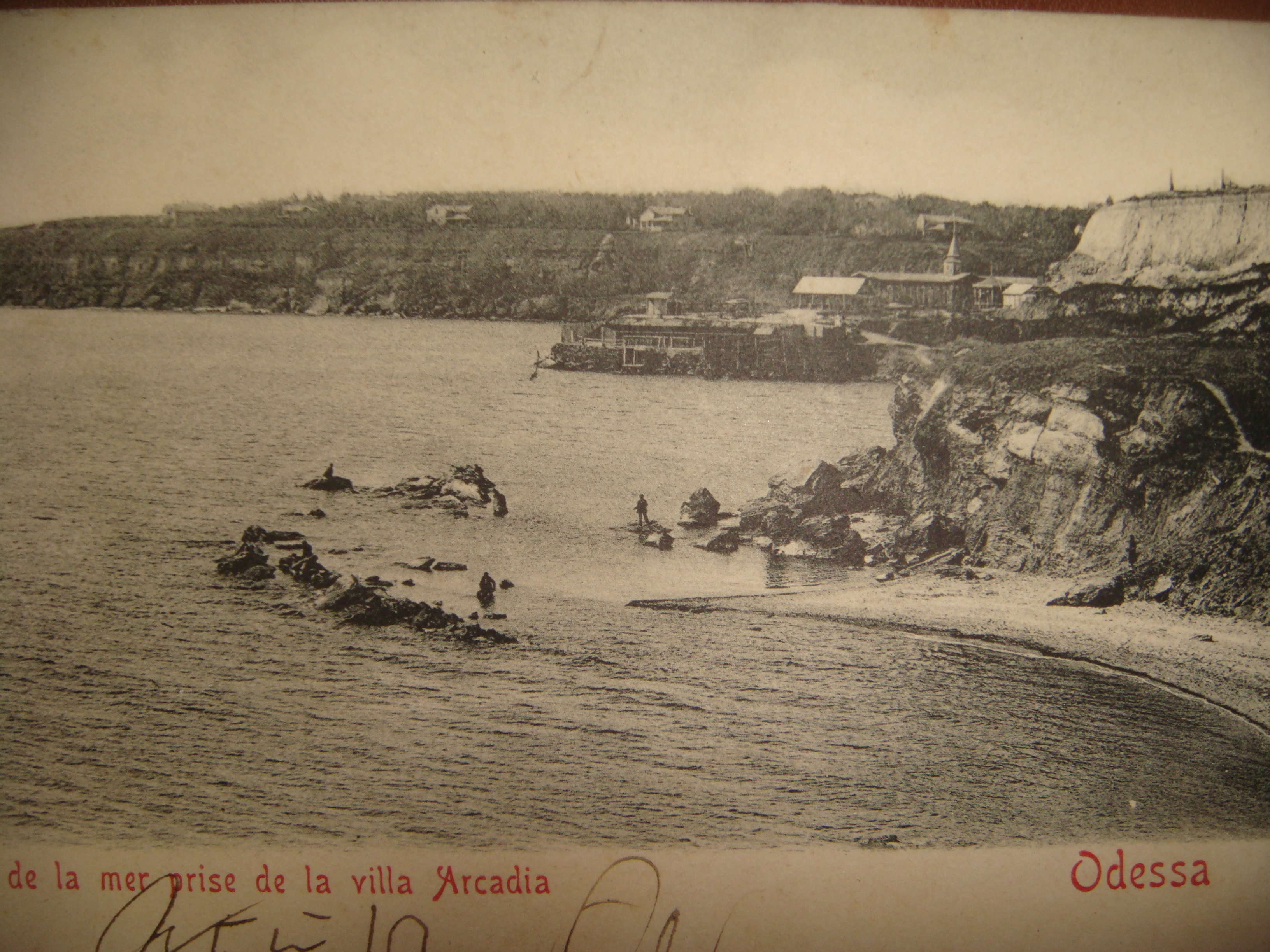

## Галерея

### Сучасні фото

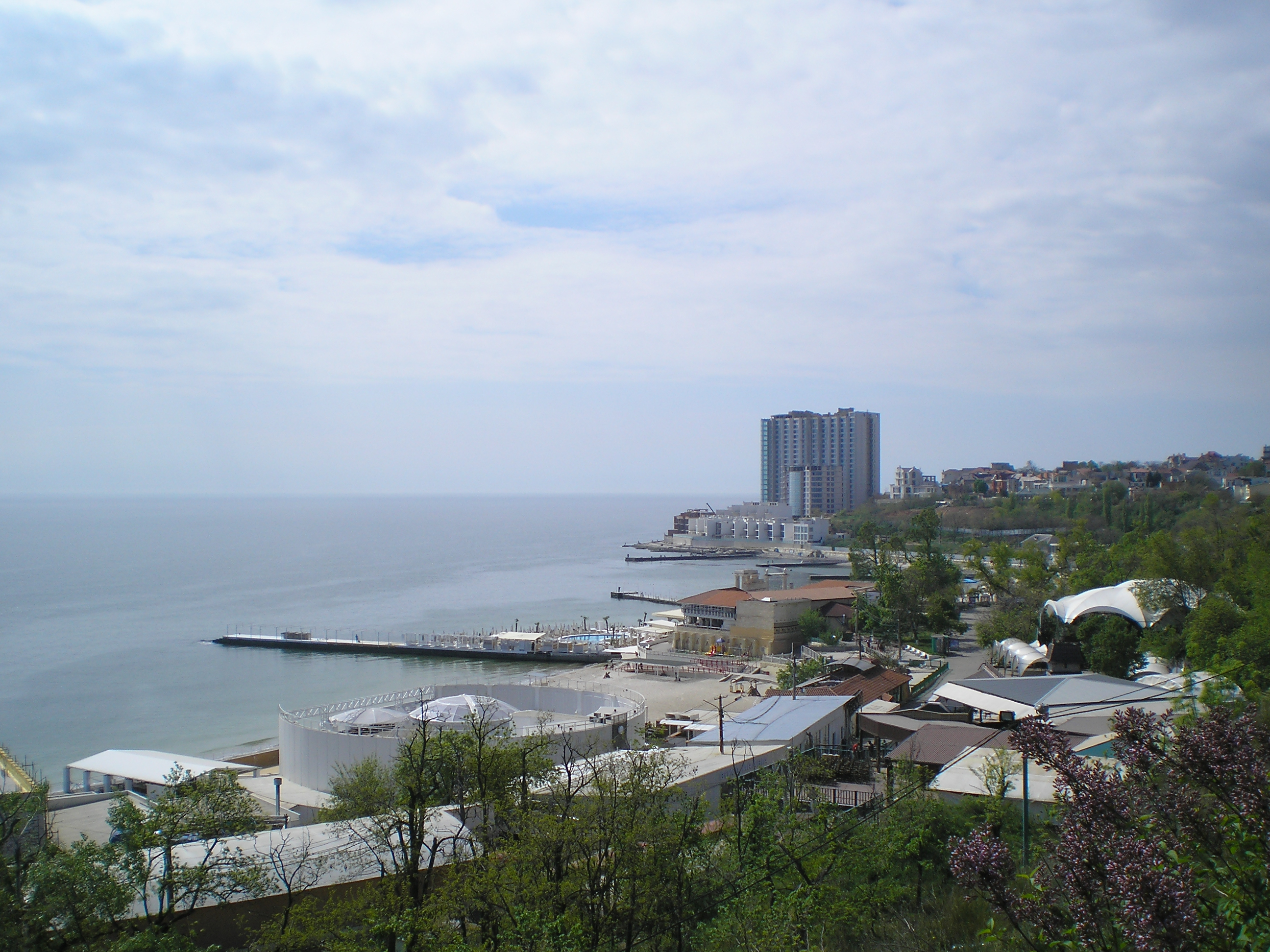
Вигляд пляжу з Аркадійського плато весною
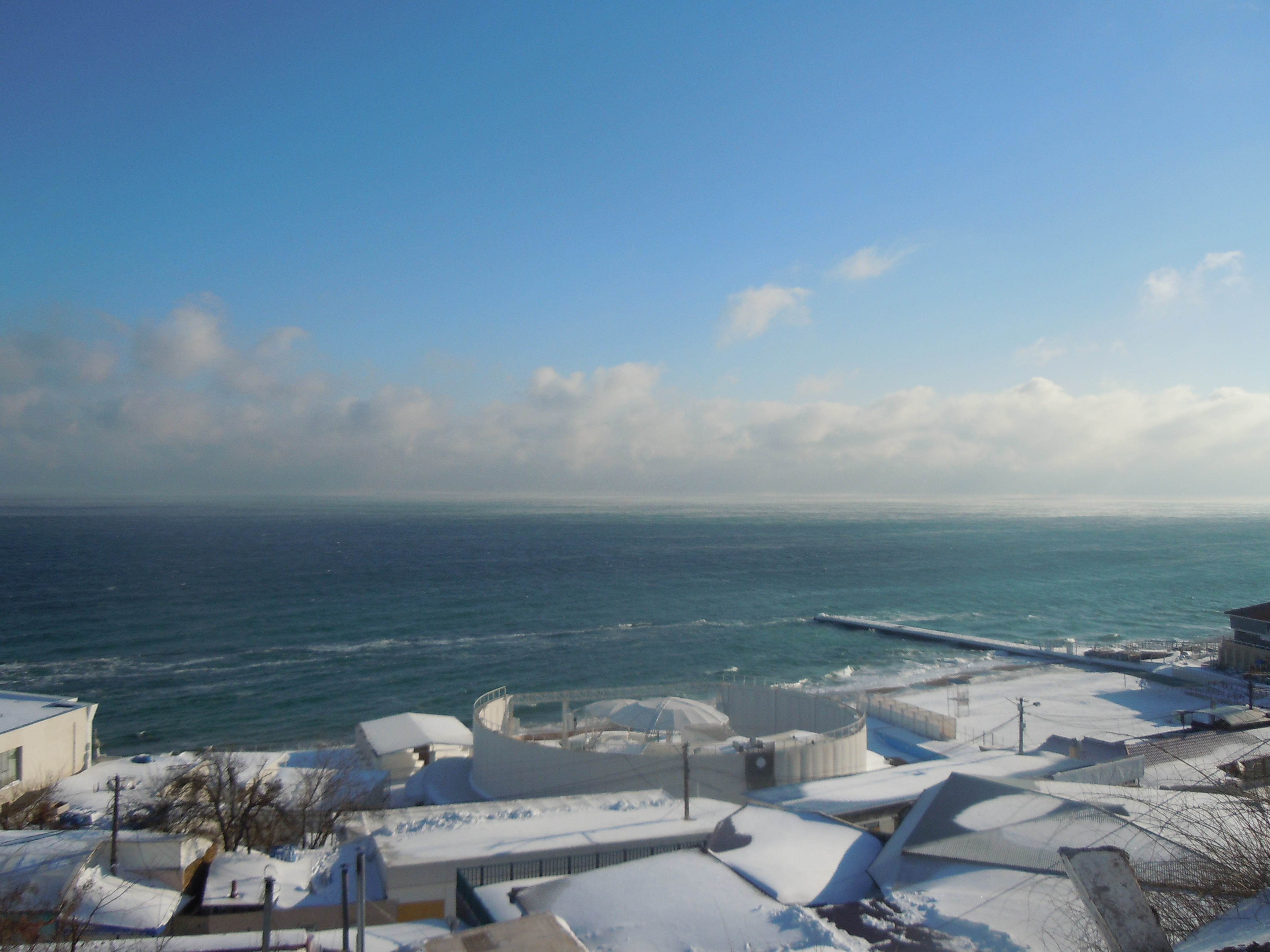
Вигляд пляжу з Аркадійського плато взимку
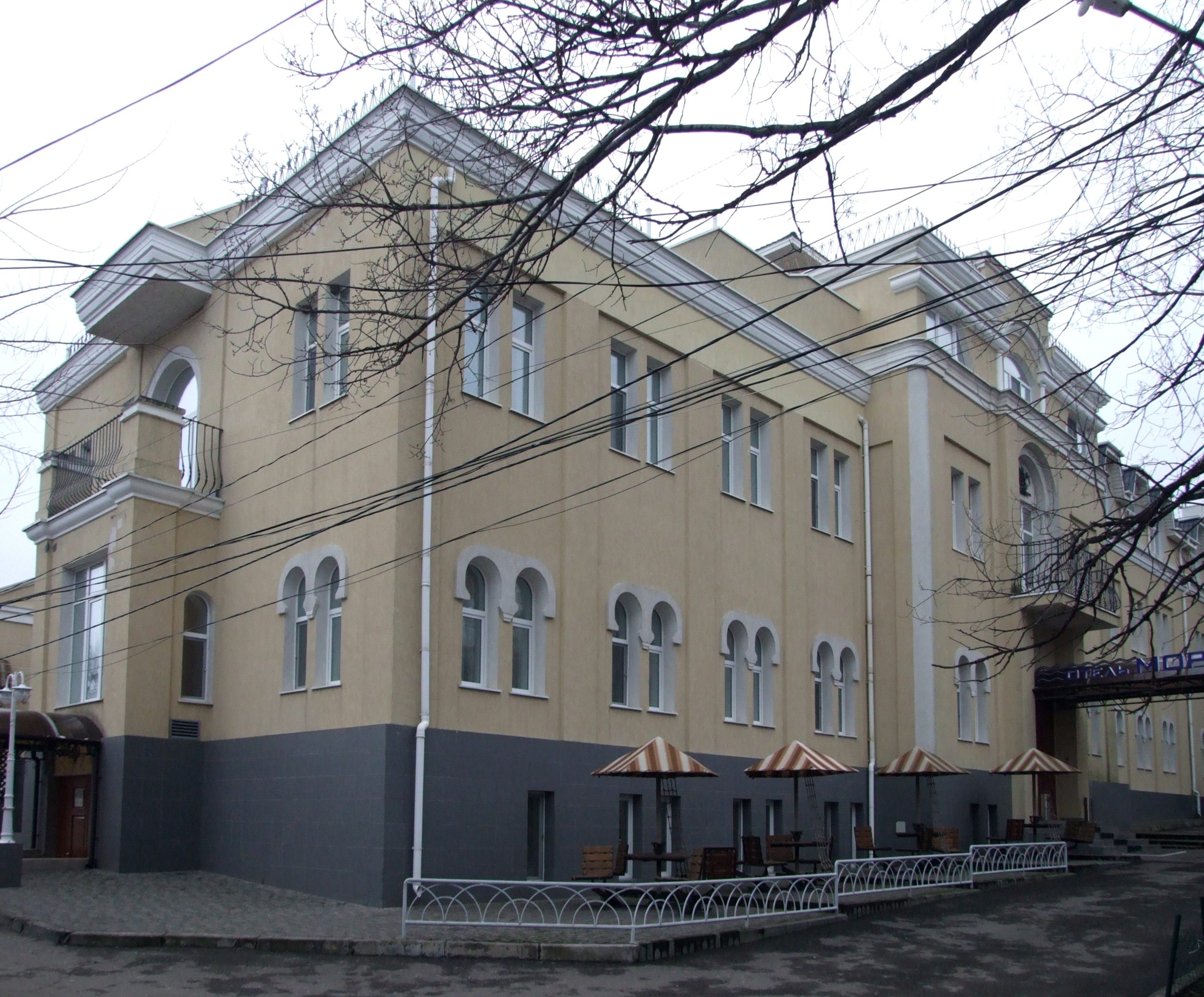
Історична будівля морських ванн і купальні
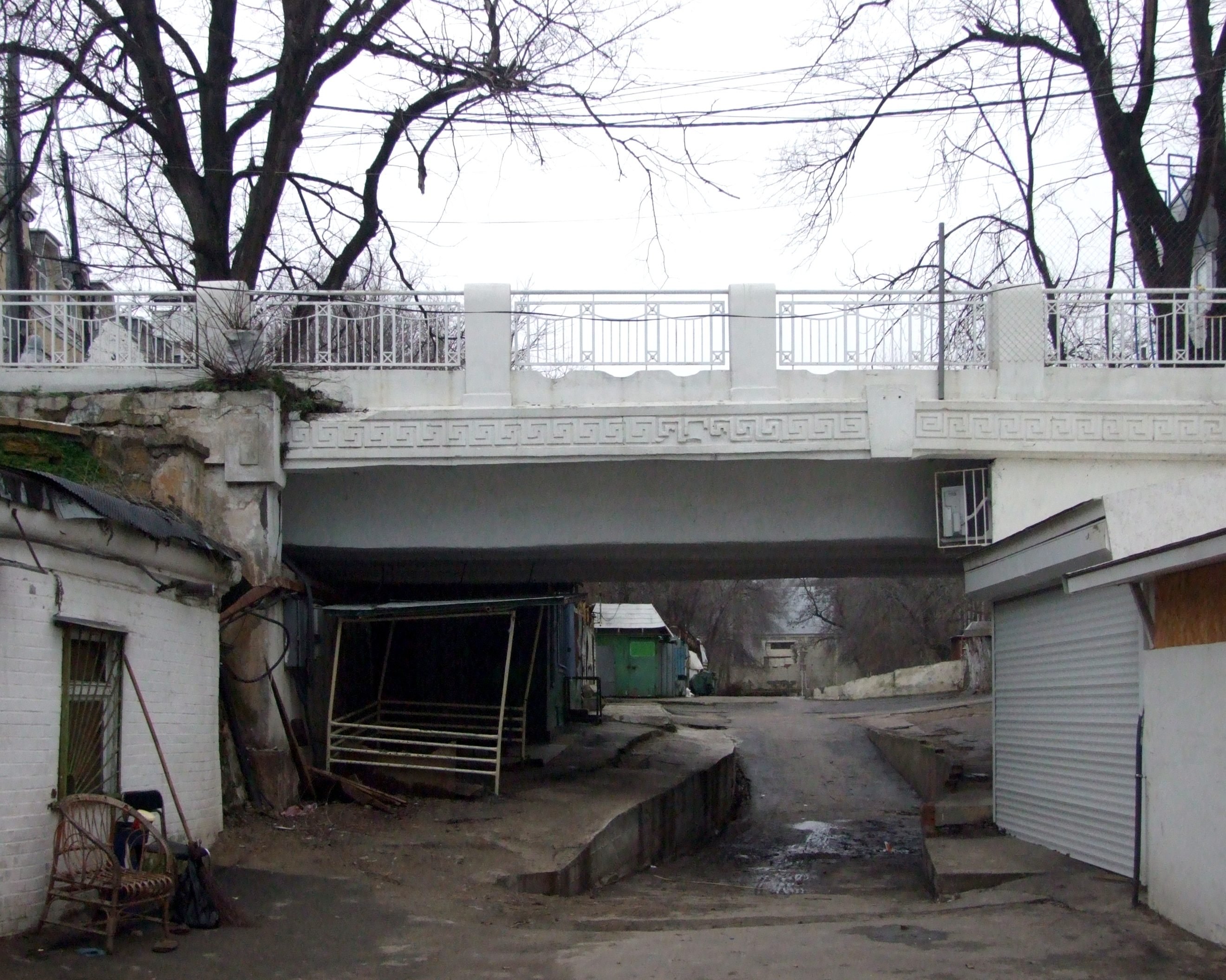
Місток трамвайний, архітектор М. Ф. Безчастнов, 1910 р.
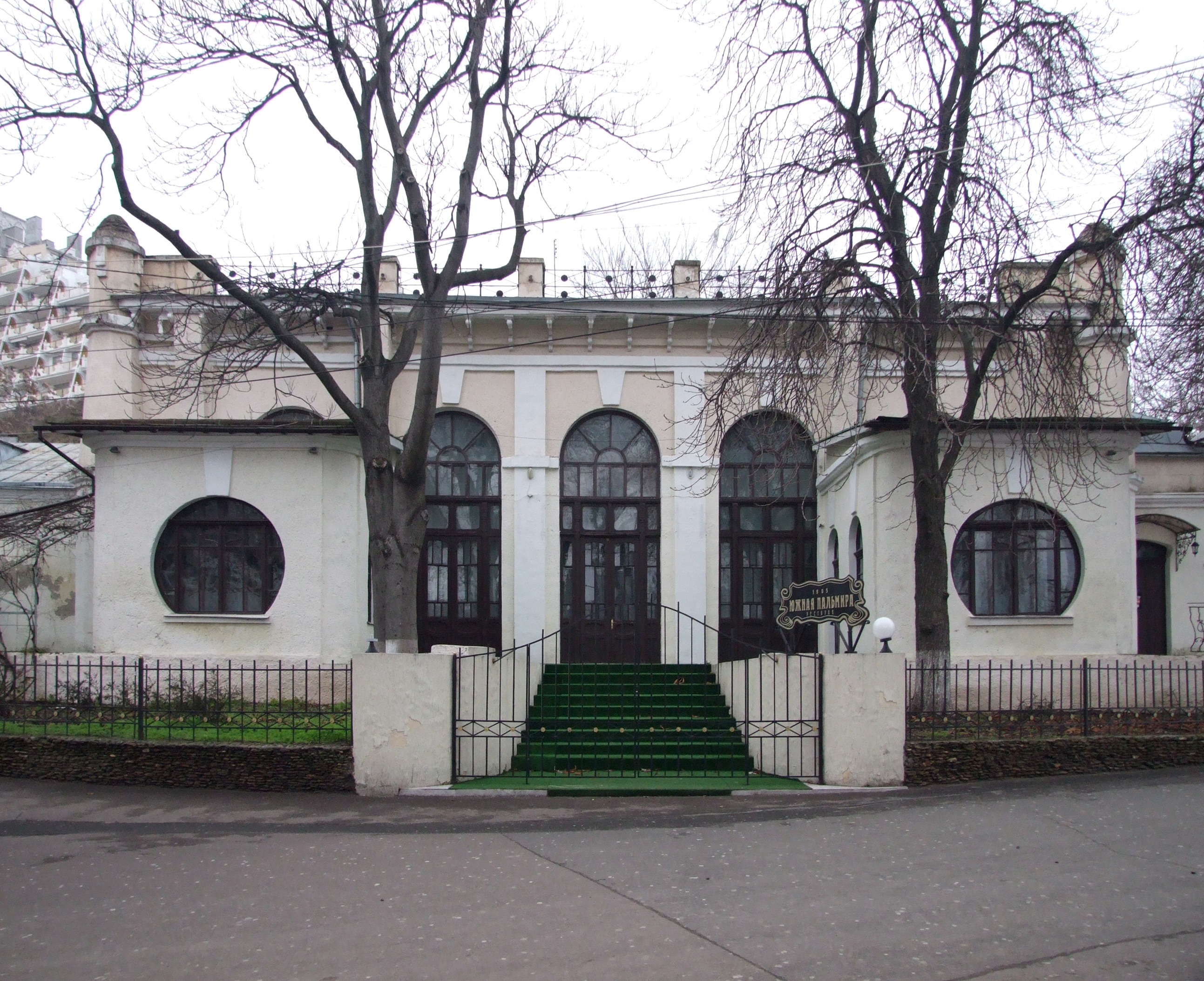
Будинок ресторану Сігала
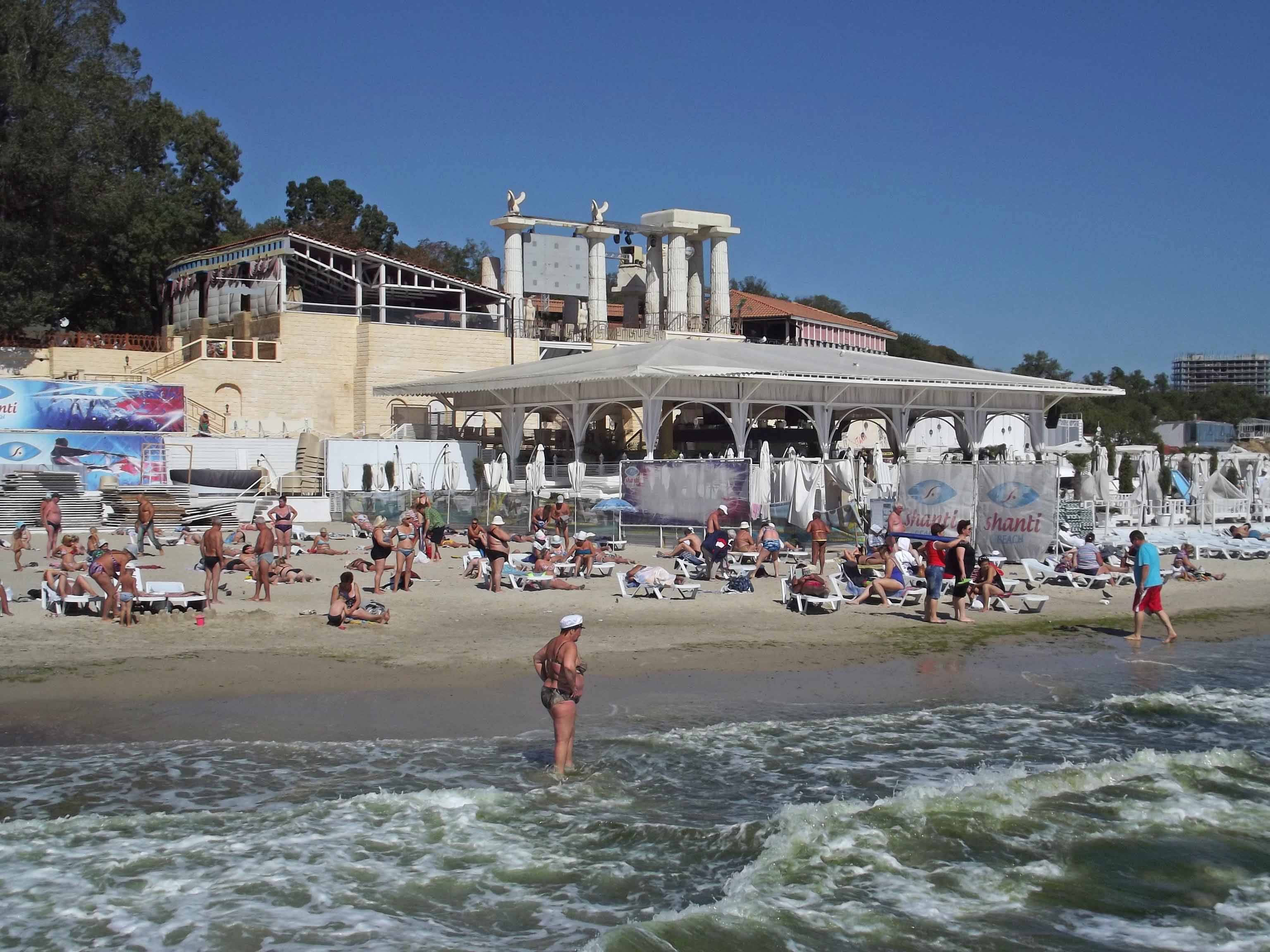
Пляж Аркадія

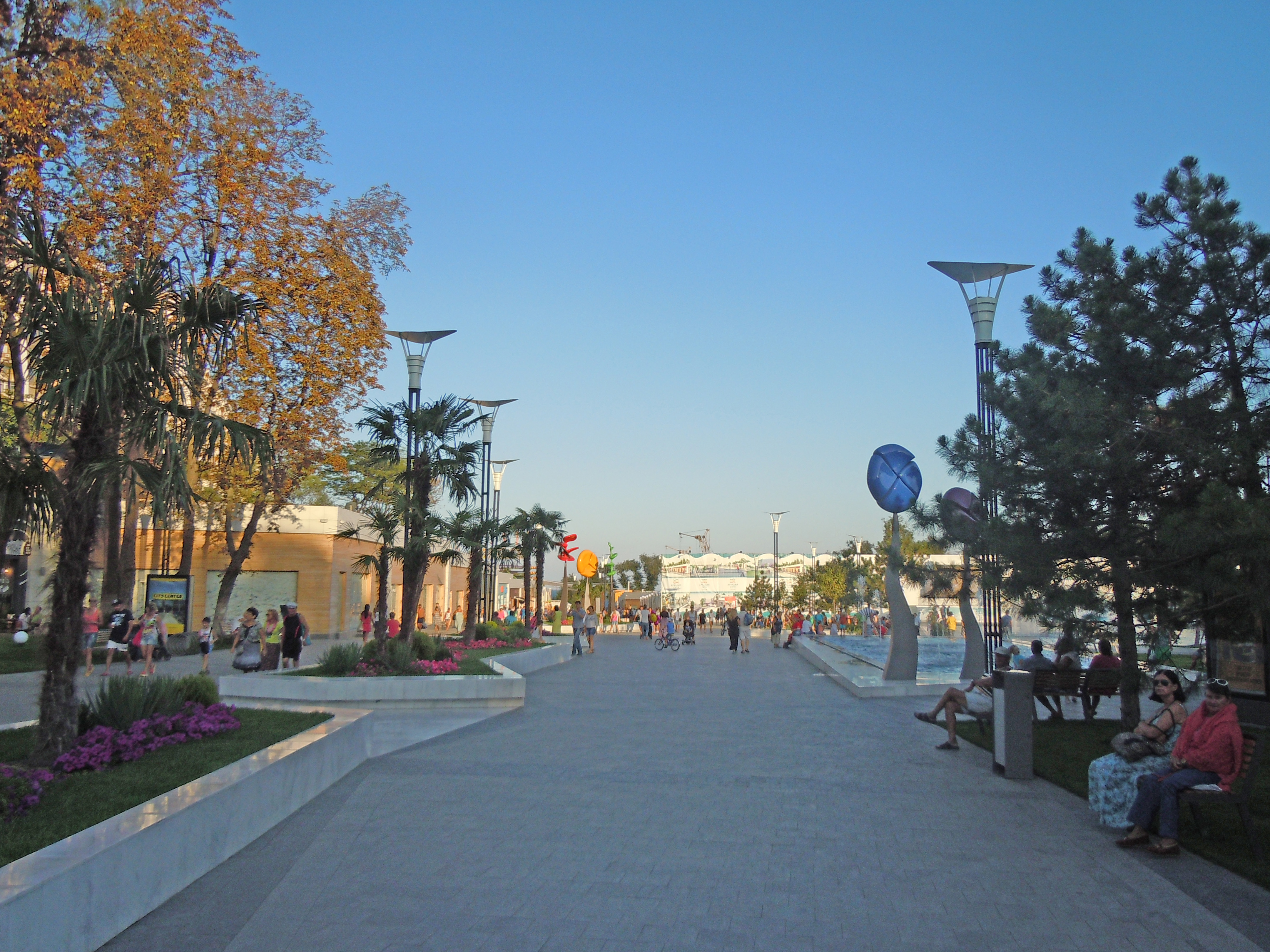
Сучасний вигляд центральної алеї парку
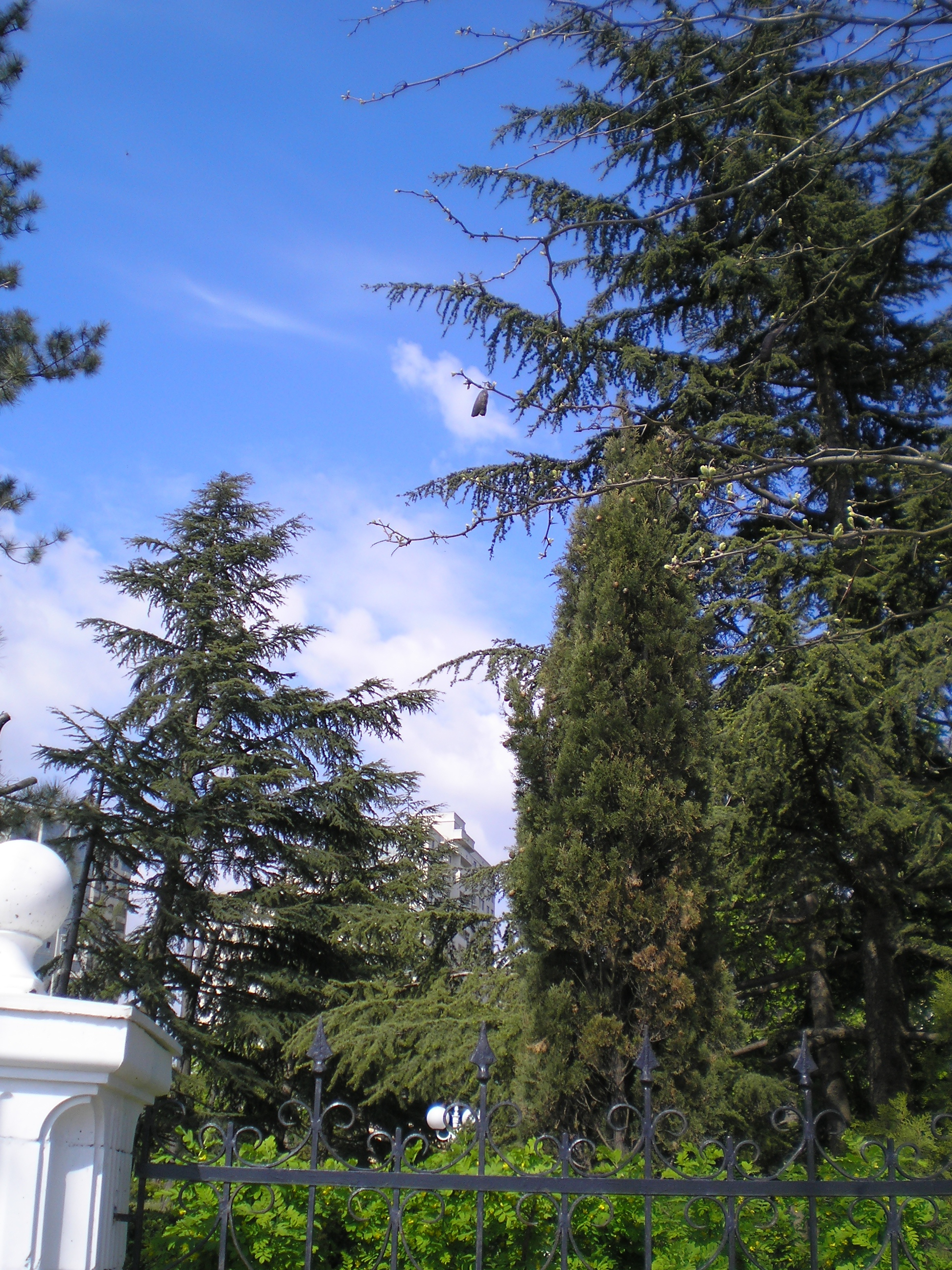
Санаторій Прикордонників на Аркадійському плато
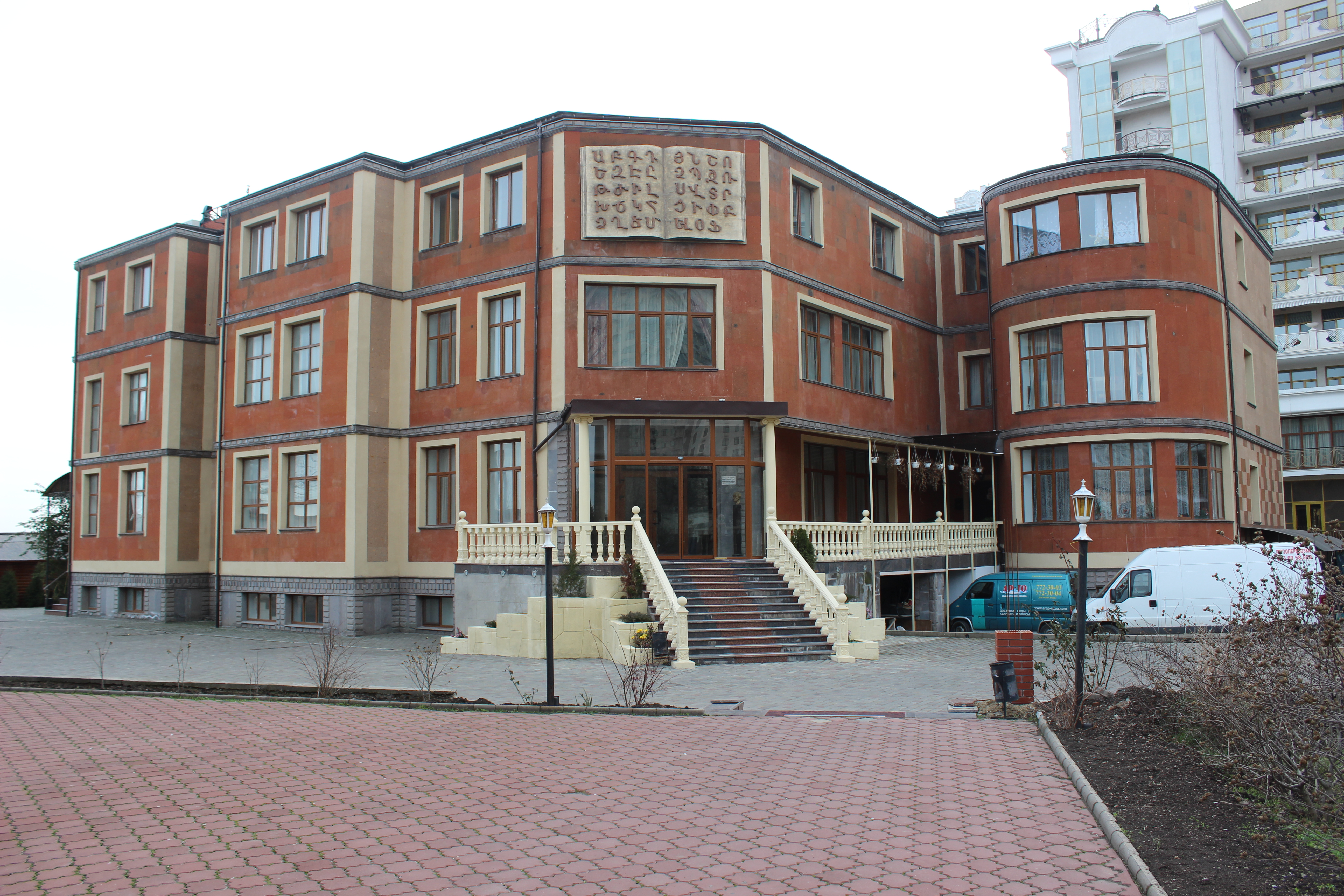
Вірменський культурний центр на Аркадійському плато
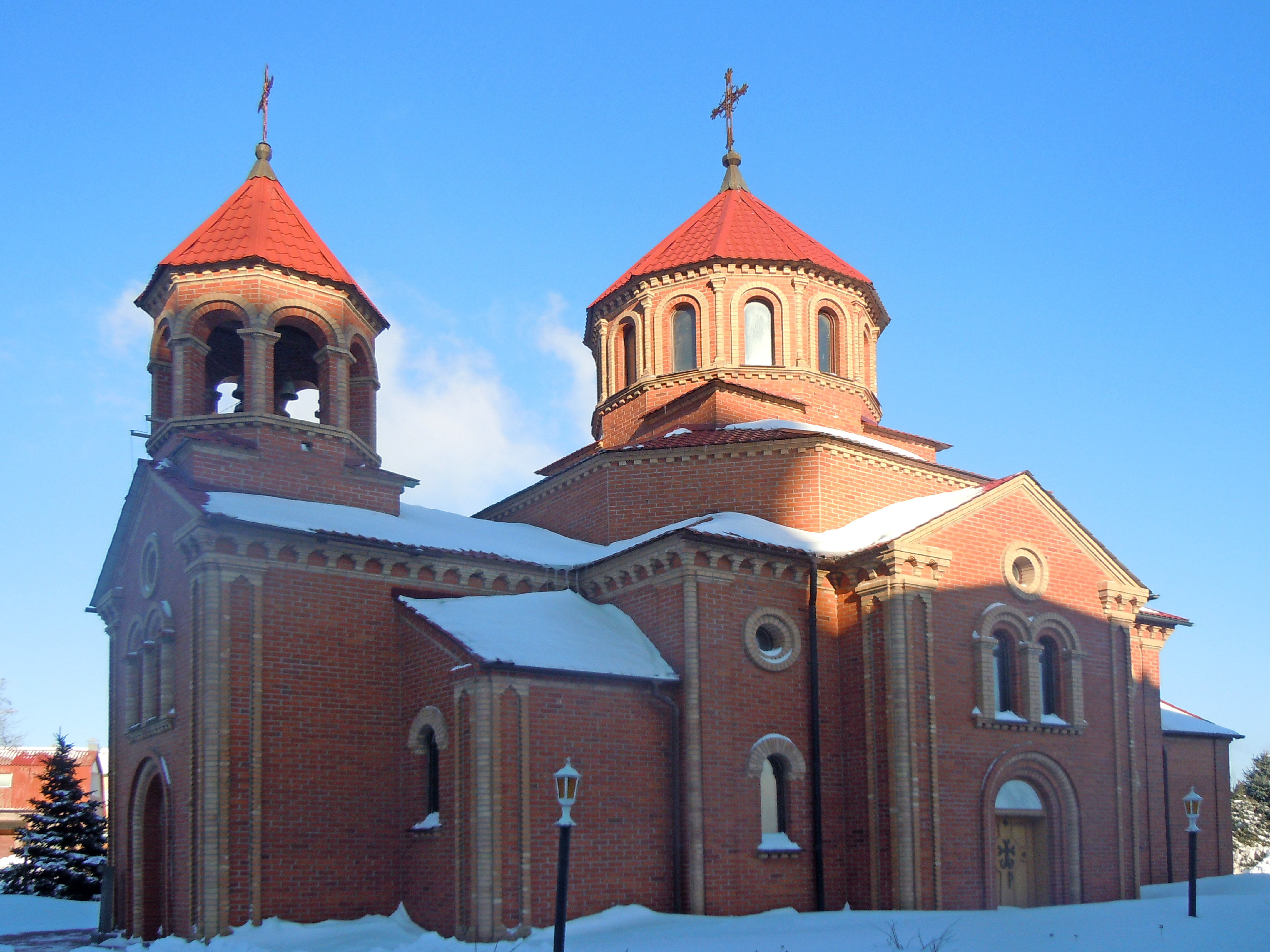
Вірменська церква Сурб Грігор Лусаворич
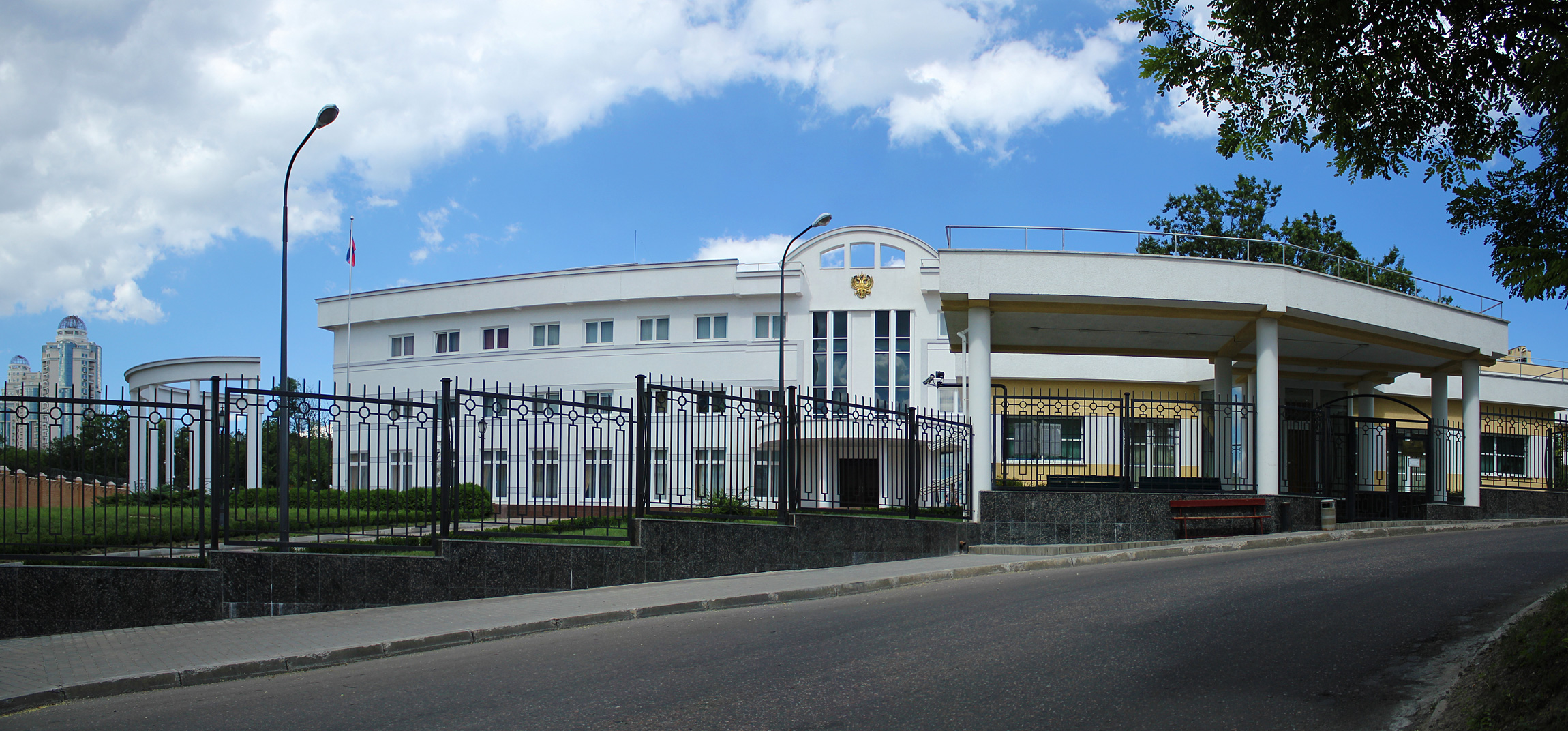
Російський консулат
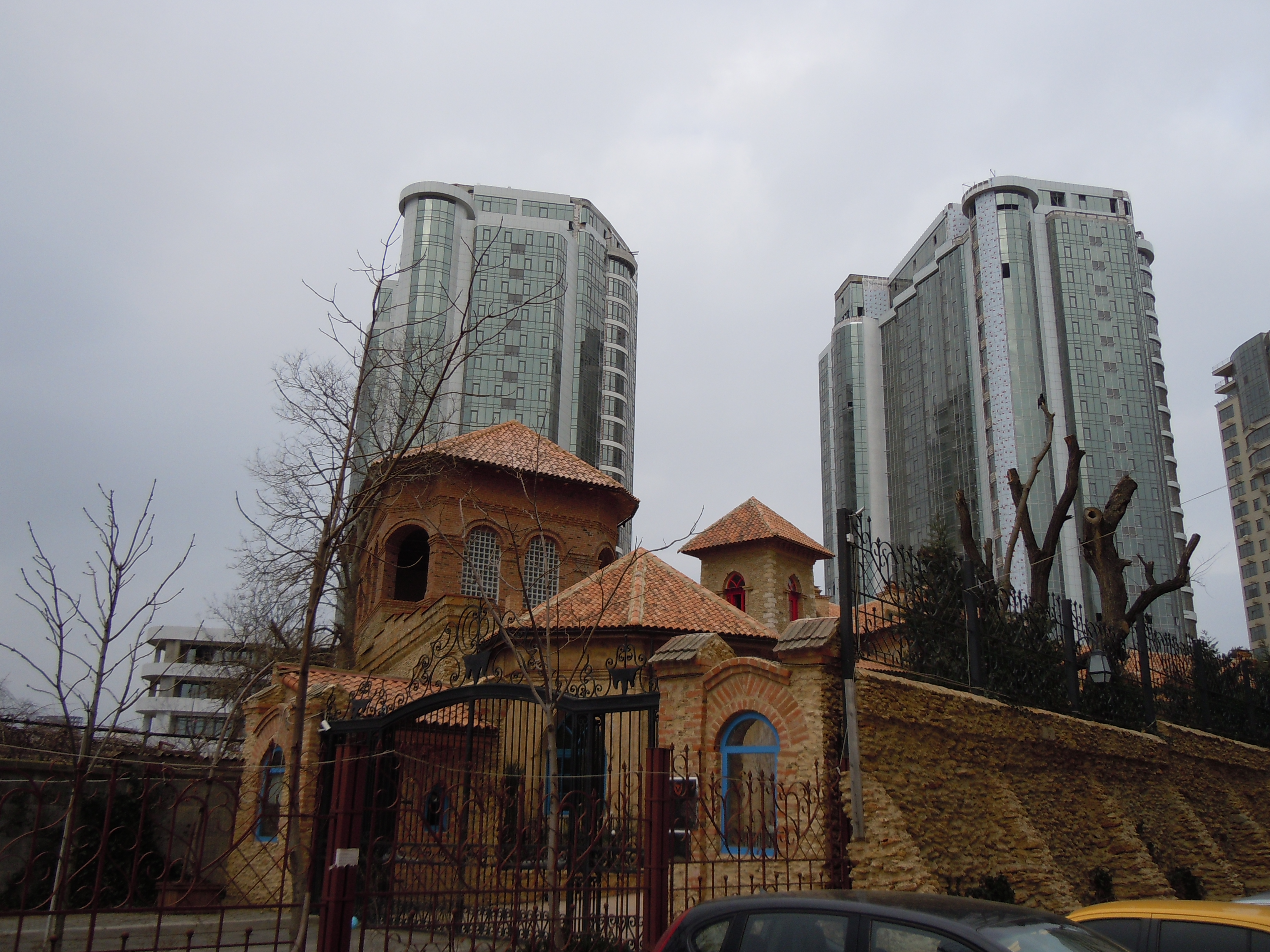
Кіпрський консулат